# 普雷内斯蒂诺-琴托切莱
普雷内斯蒂诺-琴托切莱（Q. XIX Prenestino-Centocelle）是意大利罗马的第19区，由首字母Q. XIX标识。名字来源于君士坦丁大帝的普莱奈斯蒂纳道和要塞 Centrocelle Centum Cellae。该区人口53,492人，面积2.0816平方公里 。